# Танг (Ирландия)
Танг (англ. Tang; ирл. An Teanga, дословно — «язык») — деревня в Ирландии, находится в графстве Уэстмит (провинция Ленстер). Танг находится на второстепенной дороге N55 между Атлоном и Баллимахоном (графство Лонгфорд). Входит в общину Друмрейни (Drumraney). Находится недалеко от графства Лонгфорд, от которого отделён рекой Танг, которая тремя км ниже впадает через реку Инни (Inny) в озеро Лох-Ри (Lough Ree).
Население — 680 человек (по переписи 2006 года).